# Molleturo

Molleturo es una parroquia rural del cantón Cuenca, en la provincia del Azuay. Molleturo se ubica a 60 km de Cuenca, por la vía del Parque Nacional Cajas. Su altura con respecto al nivel del mar no es una sola ya que la parroquia cuenta con lo que se llama los 3 pisos ecológicos (Zona Alta, Zona  Media, y Zona Baja), razón por la cual el clima puede variar desde intensos días soleados con alta humedad en el día hasta fríos muy fuertes en la noche. Esta parroquia se encuentra dividida en 71 unidades espaciales, que comprenden 65 comunidades y 6 barrios en su cabecera. Debido a su extensa superficie territorial, Molleturo ostenta el título de ser la parroquia más grande en el cantón Cuenca y en toda la provincia del Azuay.
Los principales ingresos de este sector son los negocios propios que se encuentran asentados en el centro, mientras que otros provienen en parte de la agricultura, ganadería, construcción y remesas de la migración. Esta parroquia rural tiene varios atractivos turísticos como lo es la Iglesia Central, con cien años de antigüedad, pero que se encuentra en proceso de restauración debido al colapso de una de las paredes de bahareque. La reconstrucción se está llevando a cabo con la utilización de piedra natural para no perder la esencia histórica de la Iglesia.
Posee también cascadas naturales, un mirador con una vista espléndida de lo que es ya la costa, en la que se pueden apreciar algunas camaroneras. El principal atractivo turístico son las ruinas arqueológicas llamadas Paredones que en la antigüedad fueron una base estratégica militar de los incas cañaris, las cuales se ubican a unos 8 km del centro parroquial y se puede acceder en automóvil, de preferencia un jeep y luego una ligera caminata de unos 20 minutos. La época en la que llegan la mayor parte de turistas extranjeros en su mayoría europeos es en el verano que va de julio a noviembre, principalmente por las ruinas arqueológicas y para buscar una especie de mariposa muy rara que forma parte de la fauna de este sector.

## Datos importantes
En este pequeño lugar se alojó el libertador Simón Bolívar, el cual quedó encantado al conocer las ruinas de Paredones. Actualmente se conoce como el Camino de los Libertadores a una de las calles principales del centro barrial.
La vía Cuenca-Molleturo-Naranjal se construyó gracias a la iniciativa del Padre de Molleturo, Roberto Samaniego, y de sus habitantes quienes con gran determinación y ayuda de autoridades e instituciones, organizaron el Raid el 19 de octubre de 1969. Consistió en llevar un auto desde Cuenca hasta Naranjal y gracias a esto hoy en día se cuenta con esta carretera de primer orden.
La construcción de esta vía terminó entre finales de los 90 e inicios del 2000, y en la actualidad se encuentra reconstruida con nuevos materiales.

## Límites
Al Norte con las provincias de Cañar y Guayas, al sur con la parroquia Chaucha, al este con la parroquia Sayausí y al oeste con los cantones Naranjal y Balao.

## Turismo
Molleturo, se encuentra ubicado al noroeste del centro histórico de Cuenca, esta zona se caracteriza principalmente por estar formada de tres diferente pisos climáticos; ofreciendo una gran variedad de productos turísticos.
Aguas termales, cascadas, miradores, arqueología,  lagunas entre otros atractivos  son parte de esta comunidad que la convierten como la parroquia del Agua.

### Mirador Tres Cruces
El mirador comprende un sendero que está ubicado a más de 4 000 metros de altura sobre el nivel del mar, este sendero está concentrado alrededor de un bosque montano que regularmente tiene presencia de niebla. Esta travesía tiene una duración aproximada de cuatro horas, donde podrás observar la biodiversidad de la zona junto a varias lagunas, además de ser testigo del antiguo camino a Guayaquil conocido como “García Moreno”.

### Platos de la zona - Migüir
En la zona de Migüir la especialidad es la trucha, base para la preparación de numerosos platillos. Disfruta de las diferentes cocciones como a la plancha, en chicharrón, asada, entre otras.

### Migüir: Mirador & Tarabita
Descubre uno de los miradores más atractivos junto al spot (letras gigantes) del Cajas y captura el paisaje en una fotografía.
La Tarabita guabisay, con 150 metros de alto y 350 metros de longitud, la convierten en la más grande de la provincia del Azuay, no dudes en sumergirte en esta experiencia y disfrutar de los paisajes naturales que la zona nos ofrece.

### Centro Parroquial - Iglesia de Molleturo
La iglesia de Molleturo conmemora a San Santiago y San Felipe.

### Paredones
Paredones de Molleturo es un sitio arqueológico de origen Cañari – Inca. Los historiadores hipotetizan que fue construida alrededor del siglo XIII con el objetivo de ser un espacio para actividades principalmente ceremoniales y defensivas. 
Paredones es un lugar ideal para practicar trekking, debes recorrer el sendero (parte del Qhapac Nñan o camino andino/inca) por unos 45 minutos  aproximadamente para llegar a las ruinas arqueológicas y sumergirte en su historia centenaria. Además, podrás disfrutar también de vistas extraordinarias de los atardeceres en este lugar.

### Aguas Termales Zhagal
La provincia del Azuay es una tierra de encantos naturales, muchos de ellos escondidos entre montañas, bosques o en pequeñas comunidades como Aguas Calientes, ubicada en la comunidad de Luz y Guía,  jurisdicción de Molleturo, cantón Cuenca. Allí unas las piscinas de aguas termales o también llamadas Zhagal, son un atractivo.
En el complejo de aguas termales de Zhagal están habilitadas tres piscinas con fluido cristalino y caliente proveniente de una vertiente natural del río que lleva el nombre de Aguas Calientes, incrustado en medio de un bosque tropical. Allí, el  armónico canto de las aves atrapa aún más a los visitantes.
- Datos: Q6896409
- Multimedia: Molleturo / Q6896409